# Discographie de The Prodigy
La discographie de The Prodigy, groupe de musique électronique britannique, se compose de sept albums studio, un album live, une compilation et une vingtaine de singles. Le groupe recense plus de 20 millions d'albums vendus à travers le monde.

## Albums

### Albums studio
| Titre                                                                                         | Détails | Positions | Positions | Positions | Positions | Positions | Positions | Positions | Positions | Positions | Positions | Ventes                          | Certifications |
| Titre                                                                                         | Détails | UK        | AUS       | AUT       | BEL       | FIN       | ALL       | P-B.      | NOR       | NZ        | US        | Ventes                          | Certifications |
| --------------------------------------------------------------------------------------------- | --- | --------- | --------- | --------- | --------- | --------- | --------- | --------- | --------- | --------- | --------- | ------------------------------- | --- |
| Experience                                                                                    | - Sortie : 28 septembre 1992 - Label : XL - Formats : CD, CS, vinyle                                                      | 12        | —         | —         | —         | —         | 75        | 20        | —         | —         | —         |                                 | - BPI : platine |
| Music for the Jilted Generation                                                               | - Sortie : 4 juillet 1994 - Label : XL - Formats : CD, CS, LP                                                             | 1         | 9         | 7         | 22        | —         | 11        | 5         | 12        | 3         | 198       |                                 | - BPI : 2× platine |
| The Fat of the Land                                                                           | - Sortie : 30 juin 1997 - Label : XL - Formats : CD, CS, LP                                                               | 1         | 1         | 1         | 2         | 1         | 1         | 1         | 1         | 1         | 1         | - FIN : 42 426 - US : 2 670 000 | - BPI : 4× platine - ARIA: 2× platine - BEA: platine - BVMI : or - IFPI AUT : or - IFPI FIN : platine - RIAA : 2× platine |
| Always Outnumbered, Never Outgunned                                                           | - Sortie : 11 août 2004 - Label : XL - Formats : CD, LP, téléchargement numérique                                         | 1         | 5         | 8         | 8         | 7         | 6         | 4         | 5         | 20        | 62        |                                 | - BPI : argent |
| Invaders Must Die                                                                             | - Sortie : 18 février 2009 - Label : Take Me to the Hospital - Formats : CD, LP, téléchargement numérique                 | 1         | 3         | 5         | 4         | 9         | 3         | 3         | 10        | 4         | 58        |                                 | - BPI : 2× platine - ARIA : or - BVMI : or - IFPI AUT : or                                                                |
| The Day Is My Enemy                                                                           | - Sortie : 30 mars 2015 - Label : Take Me to the Hospital - Formats : CD, LP, téléchargement numérique                    | —         | —         | —         | —         | —         | —         | —         | —         | —         | —         |                                 | |
| No Tourists                                                                                   | - Sortie : 2 novembre 2018 - Label : Take Me to the Hospital & BMG - Formats : CD, LP, téléchargement numérique, cassette | —         | —         | —         | —         | —         | —         | —         | —         | —         | —         |                                 | |
| "—" signifie que le single n'est pas classé dans les charts ou ne fut pas sorti dans un pays. | |           |           |           |           |           |           |           |           |           |           |                                 | |

### Albums live
| Titre           | Détails | Positions | Positions | Positions | Positions | Positions | Positions | Positions | Positions | Positions |
| Titre           | Détails | R-U.      | AUT       | BEL       | ALL       | FRA       | IRL       | P-B.      | NOR       | US Dance  |
| --------------- | --- | --------- | --------- | --------- | --------- | --------- | --------- | --------- | --------- | --------- |
| World's on Fire | - Sortie : 23 mai 2011 - Label : Take Me to the Hospital - Formats : CD+DVD, CD+Blu-ray, téléchargement numérique | 5         | 29        | 26        | 15        | 128       | 28        | 39        | 34        | 15        |

### Compilations
| Titre                            | Détails                                                                                        | Positions | Positions | Positions | Positions | Positions | Positions | Positions | Positions | Positions | Positions | Certifications     |
| Titre                            | Détails                                                                                        | R.U.      | AUS       | AUT       | BEL       | FIN       | ALL       | P-B.      | NOR       | NZ        | US Dance  | Certifications     |
| -------------------------------- | ---------------------------------------------------------------------------------------------- | --------- | --------- | --------- | --------- | --------- | --------- | --------- | --------- | --------- | --------- | ------------------ |
| Their Law: The Singles 1990–2005 | - Sortie : 17 octobre 2005 - Label : XL, Maverick - Formats : CD, LP, téléchargement numérique | 1         | 29        | 34        | 21        | 38        | 45        | 18        | 26        | 11        | 8         | - BPI : 2× platine |

### Mixes
| Titre                               | Détails                                                                  | Positions | Positions | Positions | Positions |
| Titre                               | Détails                                                                  | FIN       | P-B.      | SUÈ       | US        |
| ----------------------------------- | ------------------------------------------------------------------------ | --------- | --------- | --------- | --------- |
| The Dirtchamber Sessions Volume One | - Sortie : 22 février 1999 - Label : XL - Formats : CD, LP               | 24        | 34        | 35        | 136       |
| Back to Mine                        | - Sortie : 30 janvier 2006 - Label : Disco Mix Club (DMC) - Formats : CD | —         | —         | —         | —         |

### EPs
| Titre | Détails |
| --- | --- |
| What Evil Lurks | - Sortie: Février 1991 - Label: XL - Formats: vinyle                                                                       |
| Voodoo People | - Sortie : 7 novembre 1995 - Label : XL, Mute - Formats : CD                                                               |
| Lost Beats | - Sortie : 18 février 2009 - Label : Take Me to the Hospital - Formats : CD, téléchargement numérique                      |
| The Added Fat EP | - Sortie : 3 décembre 2012 - Label : XL - Formats : CD, vinyle, téléchargement numérique                                   |
| The Night Is My Friend EP                                                                                            | \| - Sortie : 31 Juillet 2015 - Label : Take Me to the Hospital - Formats : CD, 12", cassette, téléchargement numérique \| |
| - Sortie : 31 Juillet 2015 - Label : Take Me to the Hospital - Formats : CD, 12", cassette, téléchargement numérique | |

## Singles
| Titre                                                                                          | Année | Positions | Positions | Positions | Positions | Positions | Positions | Positions | Positions | Positions | Positions | Certifications                                                                  | Album                               |
| Titre                                                                                          | Année | R-U.      | AUS       | AUT       | BEL       | FIN ,     | ALL       | IRL       | P-B.      | NOR       | US        | Certifications                                                                  | Album                               |
| ---------------------------------------------------------------------------------------------- | ----- | --------- | --------- | --------- | --------- | --------- | --------- | --------- | --------- | --------- | --------- | ------------------------------------------------------------------------------- | ----------------------------------- |
| Charly                                                                                         | 1991  | 3         | —         | —         | —         | —         | —         | 9         | —         | —         | —         | - BPI : argent                                                                  | Experience                          |
| Everybody in the Place                                                                         | 1991  | 2         | —         | —         | —         | —         | —         | 2         | 65        | —         | —         |                                                                                 | Experience                          |
| Fire / Jericho                                                                                 | 1992  | 11        | —         | —         | —         | —         | —         | 15        | —         | —         | —         |                                                                                 | Experience                          |
| Out of Space                                                                                   | 1992  | 5         | —         | —         | 32        | —         | 15        | 6         | 3         | —         | —         | - BPI : argent                                                                  | Experience                          |
| Wind It Up (Rewound)                                                                           | 1993  | 11        | —         | —         | —         | —         | —         | 6         | 37        | —         | —         |                                                                                 | Experience                          |
| One Love                                                                                       | 1993  | 8         | —         | —         | —         | —         | —         | 3         | —         | —         | —         |                                                                                 | Music for the Jilted Generation     |
| No Good (Start the Dance)                                                                      | 1994  | 4         | 45        | 6         | 7         | 1         | 4         | 3         | 3         | 7         | —         | - BPI : argent - BVMI : or                                                      | Music for the Jilted Generation     |
| Voodoo People                                                                                  | 1994  | 13        | 24        | —         | 26        | 1         | —         | 7         | 20        | —         | —         |                                                                                 | Music for the Jilted Generation     |
| Poison                                                                                         | 1995  | 15        | 64        | —         | —         | 1         | —         | 3         | —         | 5         | —         |                                                                                 | Music for the Jilted Generation     |
| Firestarter                                                                                    | 1996  | 1         | 22        | 8         | 15        | 1         | 6         | 2         | 14        | 1         | 30        | - BPI : platine - IFPI FIN : or - RIAA : or                                     | The Fat of the Land                 |
| Breathe                                                                                        | 1996  | 1         | 2         | 6         | 2         | 1         | 8         | 1         | 10        | 1         | —         | - BPI : platine - ARIA : 2× platine - BEA : or - BVMI : or - IFPI FIN : platine | The Fat of the Land                 |
| Smack My Bitch Up                                                                              | 1997  | 8         | 41        | —         | 57        | 1         | 51        | 6         | 22        | 8         | 89        | - BPI : argent                                                                  | The Fat of the Land                 |
| Baby's Got a Temper                                                                            | 2002  | 5         | 36        | 35        | 65        | 7         | 37        | 14        | 39        | 13        | —         |                                                                                 | Single à part                       |
| Girls                                                                                          | 2004  | 19        | —         | —         | 63        | 18        | —         | 27        | 28        | —         | —         |                                                                                 | Always Outnumbered, Never Outgunned |
| Hotride                                                                                        | 2004  | —         | —         | —         | —         | —         | —         | 40        | —         | —         | —         |                                                                                 | Always Outnumbered, Never Outgunned |
| Spitfire                                                                                       | 2005  | 107       | —         | —         | —         | —         | —         | —         | —         | —         | —         |                                                                                 | Always Outnumbered, Never Outgunned |
| Voodoo People / Out of Space                                                                   | 2005  | 20        | —         | —         | —         | —         | —         | 27        | 59        | 20        | —         |                                                                                 | Their Law: The Singles 1990–2005    |
| Invaders Must Die                                                                              | 2008  | 49        | 58        | —         | —         | —         | —         | —         | —         | —         | —         |                                                                                 | Invaders Must Die                   |
| Omen                                                                                           | 2009  | 4         | 83        | 22        | 66        | —         | 28        | 28        | 75        | —         | —         | - BPI : argent                                                                  | Invaders Must Die                   |
| Warrior's Dance                                                                                | 2009  | 9         | —         | 54        | —         | —         | 64        | 44        | —         | —         | —         | - BPI : argent                                                                  | Invaders Must Die                   |
| Take Me to the Hospital                                                                        | 2009  | 38        | —         | —         | —         | —         | —         | —         | —         | —         | —         |                                                                                 | Invaders Must Die                   |
| Nasty                                                                                          | 2015  | 98        | —         | —         | —         | —         | —         | —         | —         | —         | —         |                                                                                 | The Day Is My Enemy                 |
| The Day Is My Enemy                                                                            | 2015  | 136       | —         | —         | —         | —         | —         | —         | —         | —         | —         |                                                                                 | The Day Is My Enemy                 |
| Wild Frontier                                                                                  | 2015  | —         | —         | —         | —         | —         | —         | —         | —         | —         | —         |                                                                                 | The Day Is My Enemy                 |
| "—" signifie que le single ne fut pas classé dans les charts ou ne fut pas sorti dans un pays. |       |           |           |           |           |           |           |           |           |           |           |                                                                                 |                                     |

## DVD
| Titre                            | Détails                                                                           |
| -------------------------------- | --------------------------------------------------------------------------------- |
| Electronic Punks                 | - Sortie : 15 octobre 1996 - Label : XL - Formats : VHS, téléchargement numérique |
| Their Law: The Singles 1990–2005 | - Sortie : 17 octobre 2005 - Label : XL, Maverick - Formats : DVD                 |
| World's on Fire                  | - Sortie : 23 mai 2011 - Label : Take Me to the Hospital - Formats : DVD, Blu-ray |

## Clips vidéo
| Titre                          | Année | Réalisateur(s)         |
| ------------------------------ | ----- | ---------------------- |
| Charly                         | 1991  | Russell Curtis,        |
| Everybody in the Place         | 1991  | Russell Curtis,        |
| Fire                           | 1992  | Russell Curtis,        |
| Out of Space                   | 1992  | Russell Curtis,        |
| Wind It Up (Rewound)           | 1993  | Russell Curtis,        |
| One Love                       | 1993  | Hyperbolic Systems     |
| No Good (Start the Dance)      | 1994  | Walter Stern,          |
| Voodoo People                  | 1994  | Walter Stern,          |
| Poison                         | 1995  | Walter Stern,          |
| Firestarter                    | 1996  | Walter Stern,          |
| Breathe                        | 1996  | Walter Stern,          |
| Smack My Bitch Up              | 1997  | Jonas Åkerlund         |
| Baby's Got a Temper            | 2002  | Traktor                |
| Girls                          | 2004  | Mat Cook, Julian House |
| Hotride                        | 2004  | Daniel Levi            |
| Spitfire                       | 2005  | Tim Qualtrough         |
| Voodoo People (Pendulum Remix) | 2005  | Ron Scalpello          |
| Invaders Must Die              | 2008  | Cordelia Plunket       |
| Omen                           | 2009  | Paul Dugdale           |
| Warrior's Dance                | 2009  | Corin Hardy            |
| Take Me to the Hospital        | 2009  | Paul Dugdale           |
| Run with the Wolves            | 2010  | Rob Wicksteed          |
| Nasty                          | 2015  | Oliver Jones           |
| Wild Frontier                  | 2015  | Mascha Halberstad      |
| Get Your Fight On              | 2015  | Bartleberry Logan      |
| Need Some1                     | 2018  | Paco Raterta           |
| Timebomb Zone                  | 2018  | Paco Raterta           |

## Remixes
- Art Of Noise - Instruments Of Darkness The Prodigy remix
- The Time Frequency - Retribution The Prodigy remix
- Dream Frequency - Take Me The Prodigy remix
- Front 242 - Religion The Prodigy remix
- The Magi & Emanation - Everybody Say Love The Prodigy remix
- Jesus Jones - Zeroes & Ones The Prodigy remix
- Baby D - Casanova The Prodigy remix
- Bug Kann & The Plastic Jam - Made In 2 Minutes The Prodigy remix
- Method Man - Release Yo Delf The Prodigy remix
- Oasis - Falling Down The Prodigy remix
- Ian Brown - Just Like You The Prodigy remix
- South Central - The Day I Die The Prodigy rework
- Jay-Z - 99 Problems The Prodigy remix
- Foo Fighters - White Limo The Prodigy remix
- Plan B - Ill Manors The Prodigy remix